# Wolf von Trotha

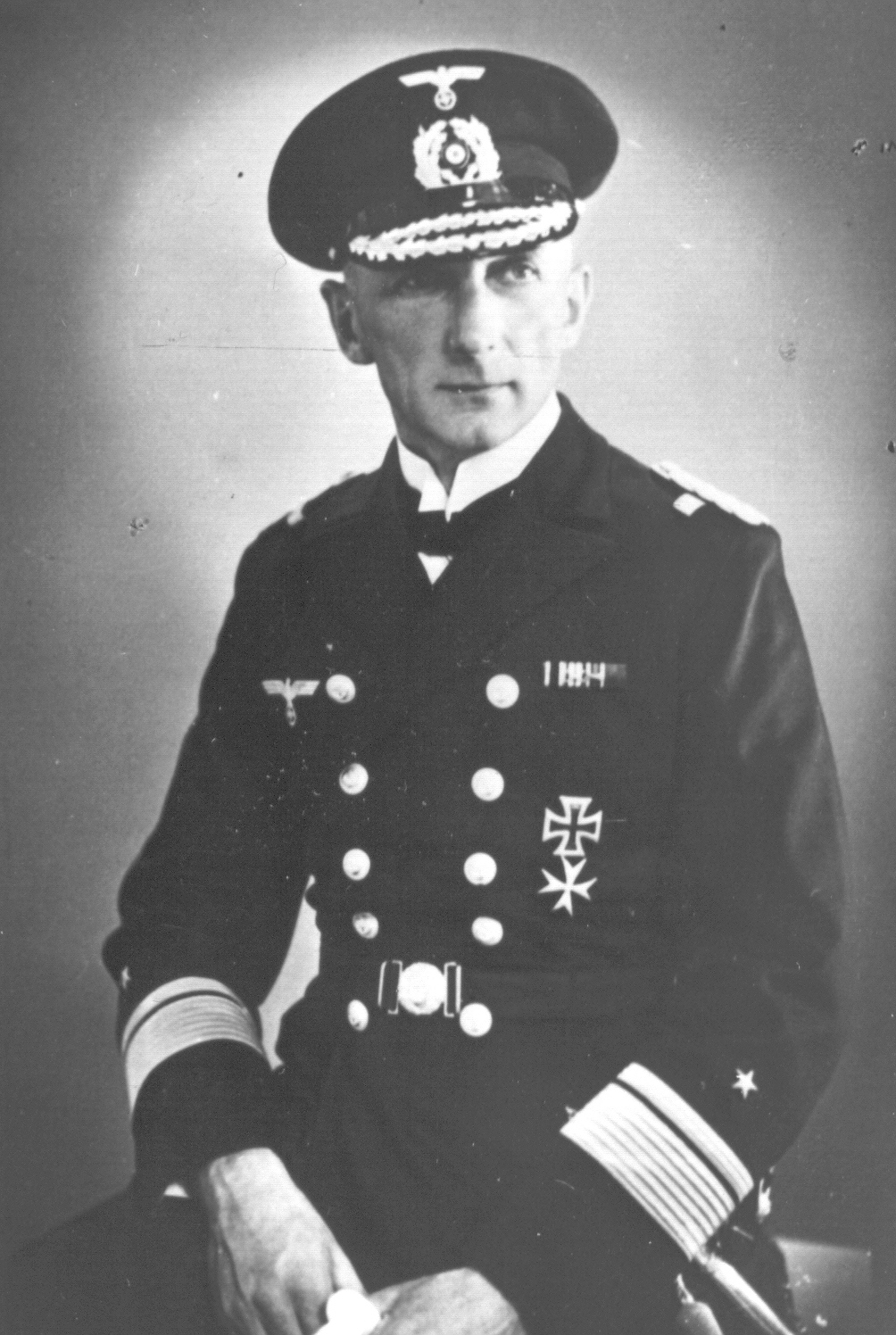
Konteradmiral Wolf von Trotha, 1934

Karl Wolf Gebhard Bernhard von Trotha (* 1. Oktober 1884 in Potsdam; † nach Verschleppung wurde das Sterbedatum auf den 31. Januar 1946 festgelegt) war ein deutscher Vizeadmiral der Kriegsmarine im Zweiten Weltkrieg.

## Leben

### Herkunft
Wolf von Trotha entstammte dem Adelsgeschlecht von Trotha. Er war jüngster Sohn des preußischen Generalmajors Friedrich von Trotha (1841–1914) und seiner Frau Hedwig, geborene von Brandt (* 1852). Sein Großvater war der gleichnamige preußische Generalmajor Friedrich von Trotha (1812–1868).

### Militärische Laufbahn
Trotha trat im April 1902 in die Kaiserliche Marine ein und war 1905 als Fähnrich zur See auf dem Großen Kreuzer Hertha. 1909 war er als Inspektionsoffizier an der Marineschule. Am 22. März 1914 wurde er zum Kapitänleutnant befördert und war später Kommandant von unterschiedlichen Torpedobooten (V 157 (u. a. 1913/1914), G 41, G 37 (u. a. 1916) und S 49). Anschließend war er bis zum Ende des Ersten Weltkriegs Chef der II. Torpedoboot-Halbflottille. Bis 1918 hatte er beide Klassen des Eisernen Kreuzes und das Ehrenkreuz 3. Klasse des Fürstlichen Hausordens von Hohenzollern erhalten.
Anschließend war Trotha Mitglied der Marine-Brigade Ehrhardt. So diente er dort als Adjutant.
Er wurde in die Reichsmarine übernommen und hier am 1. März 1921 zum Korvettenkapitän. 1926 war er Kommandant der Torpedo- und Nachrichtenschule in Flensburg. Von Anfang Oktober 1928 bis 16. April 1929 war er letzter Kommandant der Nymphe. Vom 17. April 1929 bis 19. Juni 1929 war er erster Kommandant des Leichten Kreuzers Königsberg. Am 1. März 1928 war er erst zum Fregattenkapitän und am 1. Januar 1930 zum Kapitän zur See befördert. Er war 1930 Kommandant von Kiel und wurde im gleichen Jahr Leiter der Marineoffizierpersonalabteilung (MPA) bei der Marineleitung.
Anschließend war er vom 30. September 1932 bis zum 23. September 1936 26. Kommandeur der Marineschule Mürwik. 1934 wird er zum Konteradmiral befördert. Anschließend nahm er unter Verleihung des Charakters als Vizeadmiral seinen Abschied.
Anfang 1939 wurde Trotha wieder reaktiviert und diente nach dem Beginn des Zweiten Weltkriegs von September bis Dezember 1939 als II. Admiral der Ostseestation. Er kam dann in die Führerreserve. Von Ende Januar 1941 bis Mitte Oktober 1942 war er Oberwerftdirektor der Kriegsmarinewerft St. Nazaire. Er hatte bereits im September 1941 das Patent als Vizeadmiral erhalten. Die Dienststelle übergab er an Vizeadmiral Witold Rother. Anschließend wurde Trotha pensioniert.
Am 4. Dezember 1945 wurde Trotha im US-Sektor Berlins von der Sowjetischen Militäradministration in Deutschland entführt. Er starb wohl in einem Gefängnis in Teltow. Am 24. Oktober 1950 setzte das Amtsgericht Berlin-Zehlendorf das Sterbedatums von Trotha auf den 31. Januar 1946.